# Puerto Vallarta Open 2024
Il Puerto Vallarta Open 2024 è un torneo professionistico di tennis femminile giocato sul cemento. È la 1ª edizione del torneo, facente parte della categoria WTA 125 nell'ambito del WTA 125 2024. Si gioca al Parque Parota di Puerto Vallarta in Messico dal 19 al 25 febbraio 2024.

## Partecipanti al singolare

### Teste di serie
| Nazionalità | Giocatrice                | Ranking* | Testa di serie |
| ----------- | ------------------------- | -------- | -------------- |
| Slovacchia  | Anna Karolína Schmiedlová | 77       | 1              |
| Belgio      | Yanina Wickmayer          | 80       | 2              |
| Stati Uniti | Taylor Townsend           | 81       | 3              |
| Messico     | Renata Zarazúa            | 101      | 4              |
| Argentina   | María Carlé               | 105      | 5              |
| Stati Uniti | Claire Liu                | 109      | 6              |
| Stati Uniti | Hailey Baptiste           | 115      | 7              |
| Argentina   | Julia Riera               | 116      | 8              |

* Ranking al 12 febbraio 2024.

### Altre partecipanti
Le seguenti giocatrici hanno ricevuto una wild card per il tabellone principale:
- Amanda Anisimova
- Fernanda Contreras
- María Fernanda Navarro Oliva
- Taylah Preston

Le seguenti giocatrici sono passate dalle qualificazioni:
- Liv Hovde
- Varvara Lepchenko
- Robin Montgomery
- Iryna Šymanovič

La seguente giocatrice è entrata in tabellone come lucky loser:
- McCartney Kessler

### Ritiri
Prima del torneo
- Amanda Anisimova → sostituita da  McCartney Kessler

## Partecipanti al doppio

### Teste di serie
| Nazione   | Giocatrice          | Nazione | Giocatrice      | Rank1 | Seed |
| --------- | ------------------- | ------- | --------------- | ----- | ---- |
|           | Irina Chromačëva    |         | Jana Sizikova   |       | 1    |
| Rep. Ceca | Miriam Kolodziejová | Polonia | Katarzyna Piter |       | 2    |

* Ranking al 12 febbraio 2024.

## Campionesse

### Singolare
McCartney Kessler ha sconfitto in finale  Taylah Preston con il punteggio di 5-7, 6-3, 6-0.

### Doppio
Iryna Šymanovič /  Renata Zarazúa hanno sconfitto in finale  Angelica Moratelli /  Camilla Rosatello con il punteggio di 6-2, 7-6(1).